# Leif Edling
Leif Edling, född 6 augusti 1963, är en svensk basist och låtskrivare. Han är mest känd för sina insatser i svenska doom metalbandet Candlemass, där han är den ende medlem som deltagit på samtliga skivor. Candlemass självbetitlade återföreningsskiva från 2005 fick priset Årets Hårdrock vid Grammisgalan 2005.

## Biografi

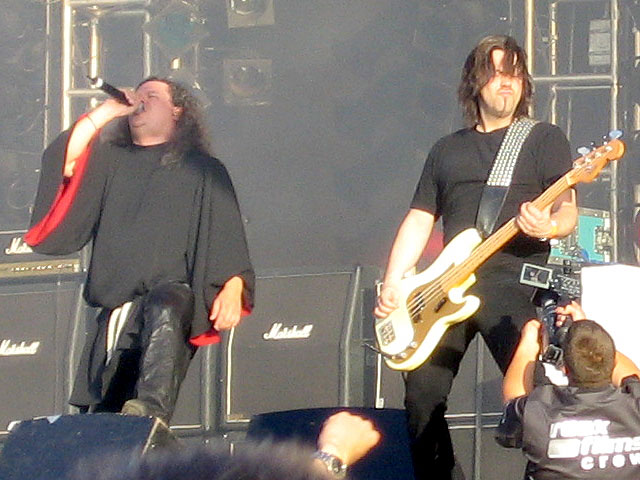
Leif Edling med Candlemass sångare Messiah Marcolin på Wacken Open Air 2005

Edling inledde sin karriär som sångare i Toxic (som senare blev Trilogy) med Ian Haugland. Efter detta spelade han med Nemesis, men när den gruppen splittrades startade han själv Candlemass. På demostadiet sjöng Edling själv, men på första skivan, Epicus Doomicus Metallicus 1986, lämnades det ansvaret till Johan Längqvist. Med Candlemass spelade Edling in ytterligare fem skivor, först med Messiah Marcolin och senare Thomas Vikström på sång, innan han la ner gruppen 1992.
Edling startade nu ett projekt vid namn Abstrakt Algebra som släppte en självbetitlad skiva 1994. Sångare på denna skiva var Mats Levén medan Mike Wead spelade gitarr. Framgången uteblev dock, så Edling blåste liv i Candlemass för ytterligare två skivor under 1990-talet. Dock medverkade ingen av de gamla medlemmarna på någon av dessa skivor. 2002 återförenades Edling med Candlemass klassiska sättning, och de gjorde ett antal spelningar tillsammans. Återföreningen blev dock ytterst kortvarig.
Istället startade Edling ett nytt doom metalband vid namn Krux, där Mats Levén åter stod för sång. Krux självbetitlade debutalbum, delvis bestående av material tänkt för en andra Abstrakt Algebra skiva, släpptes 2003 och möttes av betydligt mer framgång än sistnämnda projekts debut.
Efter detta återförenades Candlemass igen för att spela in en skiva under 2005. Edling la dock inte ner Krux, utan spelade även in en andra skiva med den gruppen året därpå. Detta följdes i sin tur av ytterligare skivor med Candlemass 2007 och 2009, nu med Robert Lowe från Solitude Aeternus som sångare.

## Diskografi

### Candlemass
- Epicus Doomicus Metallicus - 1986
- Nightfall - 1987
- Ancient Dreams - 1988
- Tales of Creation - 1989
- Live - 1990 (live)
- Chapter VI - 1992
- Dactylis Glomerata - 1998
- From the 13th Sun - 1999
- Doomed for Live - Reunion 2002 - 2003 (live double CD)
- Candlemass - 2005
- King of the Grey Islands - 2007
- Lucifer Rising - 2008 (EP/Live)
- Death Magic Doom - 2009
- Psalms for the Dead - 2012

### Abstrakt Algebra
- Abstrakt Algebra - 1994

### Krux
- Krux - 2003
- II - 2006
- III - He who sleeps amongst the stars - 2012

### Nemesis
- Day of Retribution

### Leif Edling
- The Black Heart of Candlemass - Demos & Outtakes '83 - '99 - 2003
- Songs of Torment - Songs of Joy  - 2008

## Utrustning
- Fenderbas,
- Mesa Boogie Amp 400+,
- Ampeg 8x10 cabine